# Ján Bahýľ
Ján Bahýľ (25. května 1856, Zvolenská Slatina – 13. března 1915, Bratislava) byl slovenský konstruktér a vynálezce. Jeho obory byly vojenská věda, vojenská stavební technika, inženýrství a podobně. Navrhl řadu vylepšení dělostřelecké techniky a železniční dopravy.
Velmi se také zajímal o létání, zejména o jeho technickou stránku. V roce 1895 mu byl udělen patent na vrtulník.

## Životopis
Narodil se v rolnické rodině ve Zvolenské Slatině. Jeho otec Martin byl v matrice zapsán pomaďarštěným způsobem jako Bahily. Údaje o studiu mladého Bahýľa se poněkud rozcházejí. Jisté je, že po skončení základní školy v rodné obci pokračoval na škole střední. Zde se však prameny rozcházejí. Podle jeho životopisu na stránkách Matematického ústavu SAV studoval na Zvolenském gymnáziu a posléze na vyšší vojenské odborné škole se zaměřením na vojenská opevnění, zatímco na stránkách Úřadu průmyslového vlastnictví SR stojí, že navštěvoval Banskou akademii v Banské Štiavnici, kterou ukončil maturitou s diplomem technického kresliče. Podle této verze vystudoval po vstupu do armády vojenskou akademii ve Vídni. Coby stavební technik působil pak v Haliči, tehdejší rakouské části Polska, v Rusku a až do roku 1895 v Dalmácii. Později se přestěhoval do Bratislavy.
Vzhledem ke svému mimořádnému technickému nadání se zabýval řadou nejrůznějších problémů z oboru vojenské vědy a stavební techniky, strojírenství atd. Vypracoval mnoho návrhů, jejichž cílem bylo vylepšení v oboru dělostřelecké techniky a železniční dopravy – od roku 1888 se mimo jiné zabýval automatickým spojováním vlakových souprav.
V roce 1894 vypracoval návrh konstrukce vrtulníku s pohonem lidské síly, na nějž 13. srpna 1895 obdržel patent. Později navázal spolupráci s výrobcem kočárů Antonem Marschallem. V letech 1901–1903 zhotovili v Marschallově dílně vylepšený model vrtulníku s dvěma protiběžnými čtyřlistými vrtulemi poháněný benzinovým motorem nazvaný Avion, který v roce 1905 přihlásili v Budapešti k patentu. V lednu 1906 byl Bahýľovi vydán takzvaný popis patentu, ale další osud vrtulníku není znám.

## Patenty a vynálezy
Jánu Bahýľovi bylo uděleno celkem 17 vojenských a jiných technických patentů, mezi jinými například na:
- vrtulník poháněný spalovacím motorem
- balon se vzduchovou turbínou
- tank na parní pohon
- zařízení na spojování vagónů
- výtah na Bratislavský hrad
- vložku do kamen pro lepší využití paliva
- využití spádu kanalizační sítě k výrobě elektrické energie

Společně s Antonem Marschallem sestrojil také první automobil poháněný benzinovým spalovacím motorem na Slovensku.

## Ocenění
Jméno Jána Ján Bahýľa nese asteroid (26640) Bahyl, objevený v květnu 2000 slovenským astronomem Peterem Kušnirákem.
Úřad průmyslového vlastnictví SR uděluje každé dva roky Cenu Jána Bahýľa „za mimořádně hodnotné průmyslověprávně chráněné slovenské řešení“.